# World Rugby
World Rugby, bis November 2014 International Rugby Board (IRB) genannt, ist der Weltverband der Sportarten Rugby Union und Siebener-Rugby. Er wurde 1886 als International Rugby Football Board (IRFB) von den Verbänden aus Schottland, Irland und Wales gegründet. 1890 kam England, das zunächst einen Beitritt verweigert hatte, als erstes Neumitglied hinzu.
Der Hauptsitz von World Rugby befindet sich in der irischen Hauptstadt Dublin. Dem Verband angeschlossen sind 132 Mitglieder (Januar 2023) und sechs Regionalverbände. World Rugby richtet einige der bedeutendsten internationalen Turniere aus, allen voran die alle vier Jahre stattfindenden Rugby-Union-Weltmeisterschaften.

## Geschichte

IRB-Logo bis November 2014

Vor 1885 wurden die Spielregeln vom englischen Verband Rugby Football Union festgelegt. Wegen Streitigkeiten über Regeln und Punktwertung gründeten die Verbände aus Irland (Irish Rugby Football Union), Schottland (Scottish Rugby Union) und Wales (Welsh Rugby Union) einen internationalen Verband, den International Rugby Football Board (IRFB), und boykottierten den Spielverkehr mit England. Nach Beilegung der Streitigkeiten trat England 1890 dem IRFB bei. Im selben Jahr legte der IRFB die ersten international verbindlichen Regeln fest. Erst sehr viel später – nämlich 1949 – traten die bedeutenden Rugbynationen Australien, Neuseeland und Südafrika bei.
Der Board war früher nach seinem Selbstverständnis und dem seiner Mitglieder eine reine Regelkommission, kein eigentlicher Dachverband für Wettbewerbe wie Meisterschaften oder Pokalturniere. Dies lässt schon der Name erkennen: Die Gründer hatten bewusst nicht die Bezeichnung Union, Federation oder Association gewählt. Board bedeutet eher Kommission oder (Aufsichts-)Rat.
Erst nach dem Beitritt Frankreichs im Jahr 1978 wurden in kurzer Folge immer mehr Länder aufgenommen, zunächst die Mitglieder der FIRA-AER (heute: Rugby Europe). Der IRFB wurde zum Weltverband, richtete 1987 die erste Weltmeisterschaft aus und übernahm das Patronat über andere Wettbewerbe. 1998 wurde der Name der Organisation zu International Rugby Board (IRB) verkürzt. Deutschland wurde im November 1988 als 38. Mitglied aufgenommen. Seit November 2014 nennt sich der Verband World Rugby.

## Wettbewerbe

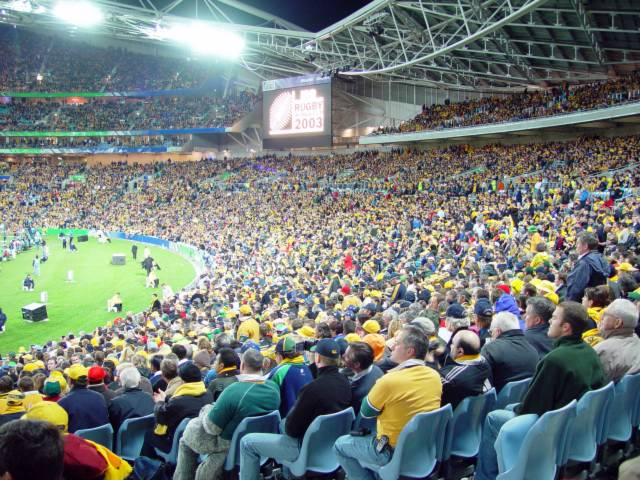
Telstra Stadium in Sydney, WM 2003

Die erste Rugby-Union-Weltmeisterschaft fand 1987 in Australien und Neuseeland statt. Seither wird sie alle vier Jahre ausgetragen. Die Weltmeisterschaft zählt mittlerweile zu den bedeutendsten Sportanlässen der Welt. Das Unternehmen Rugby World Cup Ltd., das von World Rugby geleitet wird, ist im Besitz sämtlicher Rechte im Zusammenhang mit der Weltmeisterschaft. Die Einnahmen sind so groß, dass World Rugby einen bedeutenden Teil davon verwendet, die Entwicklung weniger bedeutender Rugbynationen zu fördern. World Rugby organisiert auch die Rugby-Union-Weltmeisterschaft der Frauen, die ebenfalls alle vier Jahre stattfindet, jeweils im Jahr vor der WM der Männer. Weitere Turniere sind die U-21- und die U-19-Weltmeisterschaft der Männer.
World Rugby ist verantwortlich für die Organisation zahlreicher Wettbewerbe in der Variante Siebener-Rugby. Am bedeutendsten sind die World Rugby Sevens Series. 1993 wurde auf Anregung des schottischen Verbandes erstmals eine Siebener-Rugby-Weltmeisterschaft ausgetragen. Im Jahre 2009 fand zum ersten Mal eine 7er-Rugby-WM für Frauen statt.
Neben den Rugby-Union-Weltmeisterschaften der Männer und Frauen und den zahlreichen 7er-Rugby-Wettbewerben, organisiert World Rugby in der ganzen Welt weitere Turniere. World Rugby hat sich zum Ziel gesetzt, Rugby in Nordamerika populärer zu machen und organisiert deshalb den Churchill Cup und den Super Powers Cup. Der Wettbewerb North America 4 soll langfristig zu einer professionellen nordamerikanischen Liga anwachsen. Ähnlich aktiv ist World Rugby im pazifischen Raum mit dem Pacific Rugby Cup und dem Pacific Nations Cup. Mit dem Nations Cup soll der Sport in Portugal und Russland gefördert werden.

### Olympische Spiele
Bei Olympischen Spielen stand Rugby Union vier Mal auf dem Programm, letztmals 1924. In den 1980er Jahren gab es einige Versuche, Rugby Union wieder zu einer olympischen Sportart zu machen, doch die Anstrengungen verliefen im Sande. Der Verband war sehr daran interessiert, die Sportart wieder olympisch zu machen, zumal insbesondere Siebener-Rugby alle Kriterien erfüllt, die in der Olympischen Charta definiert sind. 7er-Rugby wird in über 100 Ländern von Männern gespielt, in über 50 Ländern von Frauen. World Rugby hält sich an die Regeln der Welt-Anti-Doping-Agentur und betont, dass ein olympisches Turnier in einem einzigen Stadion und mit geringen Kosten ausgetragen werden könnte.
Im August 2009 schlug die Exekutive des IOC die Aufnahme von 7er-Rugby und Golf in das Programm der Olympischen Spiele 2016 vor. Diesem Vorschlag wurde auf der Vollversammlung des IOC zugestimmt.

## Mitglieder
World Rugby teilt seine Mitglieder in drei Stärkeklassen ein. Die Teilnehmer von Six Nations (England, Frankreich, Irland, Italien, Schottland, Wales) und The Rugby Championship (Australien, Neuseeland, Südafrika, Argentinien) bilden zusammen mit Japan die erste Stärkeklasse. Zur zweiten Stärkeklasse gehören die Länder, die bereits an einer Weltmeisterschaft teilgenommen haben, also Fidschi, Georgien, Kanada, Namibia, Portugal, Rumänien, Russland, Samoa, Spanien, Tonga, die Vereinigten Staaten und Uruguay. Alle übrigen Mitgliedsländer sind in der dritten Stärkeklasse eingeteilt.

### Afrika
27 Mitglieder von Rugby Africa gehören World Rugby an, davon 21 als Vollmitglieder und sechs als assoziierte Mitglieder:
| Land          | Verband                            |
| ------------- | ---------------------------------- |
| Algerien      | Fédération algérienne de rugby1    |
| Botswana      | Botswana Rugby Union               |
| Burkina Faso  | Fédération Burkinabè de Rugby      |
| Burundi       | Burundi Rugby Federation1          |
| Côte d’Ivoire | Fédération Ivoirienne de Rugby     |
| Eswatini      | Eswatini Rugby Union               |
| Ghana         | Ghana Rugby Football Union         |
| Kamerun       | Fédération Camerounaise de Rugby   |
| Kenia         | Kenya Rugby Union                  |
| Madagaskar    | Fédération Malagasy de Rugby       |
| Mali          | Fédération Malienne de Rugby1      |
| Marokko       | Royal Moroccan Rugby Federation    |
| Mauretanien   | Fédération Mauritanienne de Rugby  |
| Mauritius     | Rugby Union Mauritius              |
| Namibia       | Namibia Rugby Union                |
| Nigeria       | Nigeria Rugby Football Association |
| Ruanda        | Fédération Rwandaise de Rugby      |
| Sambia        | Zambia Rugby Football Union        |
| Senegal       | Fédération Sénégalaise de Rugby    |
| Simbabwe      | Zimbabwe Rugby Union               |
| Südafrika     | South African Rugby Union          |
| Tansania      | Tanzania Rugby Union1              |
| Togo          | Fédération Togolaise de Rugby1     |
| Tunesien      | Fédération Tunisienne du Rugby     |
| Uganda        | Uganda Rugby Union                 |

1 assoziierte Mitglieder 

### Asien
27 Mitglieder von Asia Rugby gehören World Rugby an, davon 23 als Vollmitglieder und vier als assoziierte Mitglieder:
| Land                         | Verband                               |
| ---------------------------- | ------------------------------------- |
| Vereinigte Arabische Emirate | United Arab Emirates Rugby Federation |
| Brunei                       | Brunei Rugby Football Union1          |
| Volksrepublik China          | Chinese Rugby Football Association    |
| Guam                         | Guam Rugby Football Union             |
| Hongkong                     | Hong Kong Rugby Union                 |
| Indien                       | Indian Rugby Football Union           |
| Indonesien                   | Indonesian Rugby Football Union       |
| Iran                         | Iran Rugby Federation                 |
| Japan                        | Japan Rugby Football Union            |
| Jordanien                    | Jordan Rugby1                         |
| Kambodscha                   | Cambodian Federation of Rugby         |
| Kasachstan                   | Kazakhstan Rugby Union                |
| Kirgisistan                  | Kyrgyzstan Rugby Federation1          |
| Laos                         | Lao Rugby Federation                  |
| Libanon                      | Lebanese Rugby Union Federation1      |
| Malaysia                     | Malaysia Rugby Union                  |
| Mongolei                     | Mongolian Rugby Football Union1       |
| Nepal                        | Nepal Rugby Association1              |
| Pakistan                     | Pakistan Rugby Union                  |
| Philippinen                  | Philippine Rugby Football Union       |
| Singapur                     | Singapore Rugby Union                 |
| Sri Lanka                    | Sri Lanka Rugby Football Union        |
| Katar                        | Qatar Rugby Federation1               |
| Südkorea                     | Korea Rugby Union                     |
| Taiwan                       | Chinese Taipei Rugby Football Union   |
| Thailand                     | Thai Rugby Union                      |
| Usbekistan                   | Uzbekistan Rugby Federation           |

1 assoziierte Mitglieder 

### Europa
41 Mitglieder des Verbandes Rugby Europe gehören World Rugby an, davon 38 als Vollmitglieder und drei als assoziierte Mitglieder:
| Land                    | Verband                              |
| ----------------------- | ------------------------------------ |
| Andorra                 | Federació Andorrana de Rugby         |
| Aserbaidschan           | Azerbaijan Rugby Union1              |
| Belgien                 | Belgium Rugby                        |
| Bosnien und Herzegowina | Ragbi Savez Bosne i Hercegovine      |
| Bulgarien               | Bulgarian Rugby Federation           |
| Dänemark                | Dansk Rugby Union                    |
| Deutschland             | Deutscher Rugby-Verband              |
| England                 | Rugby Football Union                 |
| Finnland                | Finnish Rugby Federation             |
| Frankreich              | Fédération française de rugby        |
| Georgien                | Sakartwelos ragbis kawschiri         |
| Griechenland            | Hellenic Federation of Rugby         |
| Irland                  | Irish Rugby Football Union           |
| Israel                  | Israel Rugby Union                   |
| Italien                 | Federazione Italiana Rugby           |
| Kroatien                | Hrvatski ragbijaški savez            |
| Lettland                | Latvijas Regbija Federācija          |
| Litauen                 | Lietuvos Regbio Federacija           |
| Luxemburg               | Fédération Luxembourgeoise de Rugby  |
| Malta                   | Malta Rugby Football Union           |
| Moldau                  | Federația de Rugby din Moldova       |
| Monaco                  | Fédération Monégasque de Rugby       |
| Niederlande             | Rugby Nederland                      |
| Norwegen                | Norges Rugbyforbund                  |
| Österreich              | Österreichischer Rugby Verband       |
| Polen                   | Polski Związek Rugby                 |
| Portugal                | Federação Portuguesa de Rugby        |
| Rumänien                | Federația Română de Rugby            |
| Russland                | Federazija regbi Rossii              |
| Schottland              | Scottish Rugby Union                 |
| Schweden                | Svenska Rugbyförbundet               |
| Schweiz                 | Schweizer Rugby-Verband              |
| Serbien                 | Ragbi Savez Srbije                   |
| Slowakei                | Slovenská rugbyová únia1             |
| Slowenien               | Rugby zveza Slovenije                |
| Spanien                 | Federación Española de Rugby         |
| Tschechien              | Česká Rugbyová Unie                  |
| Türkei                  | Türkiye Ragbi Federasyonu1           |
| Ukraine                 | National Rugby Federation of Ukraine |
| Ungarn                  | Magyar Rögbi Szövetség               |
| Wales                   | Welsh Rugby Union                    |
| Zypern                  | Cyprus Rugby Federation1             |

1 assoziierte Mitglieder 

### Nordamerika und Karibik
13 Mitglieder von Rugby Americas North2 gehören World Rugby an, davon zwölf als Vollmitglieder und eins als assoziiertes Mitglied:
| Land                           | Verband                                               |
| ------------------------------ | ----------------------------------------------------- |
| Bahamas                        | Bahamas Rugby Football Union                          |
| Barbados                       | Barbados Rugby Football Union                         |
| Bermuda                        | Bermuda Rugby Football Union                          |
| Britische Jungferninseln       | BVI Rugby Football Union1                             |
| Guyana                         | Guyana Rugby Football Union                           |
| Jamaika                        | Jamaica Rugby Football Union                          |
| Cayman Islands                 | Cayman Islands Rugby Football Union                   |
| Kanada                         | Rugby Canada                                          |
| St. Lucia                      | Saint Lucia Rugby Football Union1                     |
| Mexiko                         | Federación Mexicana de Rugby                          |
| Trinidad und Tobago            | Trinidad & Tobago Rugby Football Union                |
| Vereinigte Staaten             | USA Rugby                                             |
| St. Vincent und die Grenadinen | Saint Vincent and the Grenadines Rugby Football Union |

1 assoziierte Mitglieder 
2 Die North America and West Indies Rugby Association bildet als Teil der Pan American Rugby Association zusammen mit Sudamérica Rugby einen gemeinsamen ganzamerikanischen Dachverband.

### Ozeanien
Elf Mitglieder von Oceania Rugby gehören World Rugby an, alle Vollmitglieder:
| Land               | Verband                      |
| ------------------ | ---------------------------- |
| Amerikanisch-Samoa | American Samoa Rugby Union   |
| Australien         | Rugby Australia              |
| Cookinseln         | Cook Islands Rugby Union     |
| Fidschi            | Fiji Rugby Union             |
| Neuseeland         | New Zealand Rugby            |
| Niue               | Niue Rugby Union             |
| Papua-Neuguinea    | Papua New Guinea Rugby Union |
| Salomonen          | Solomon Islands Rugby Union  |
| Samoa              | Rugby Samoa                  |
| Tahiti             | Tahiti Rugby Union           |
| Tonga              | Tonga Rugby Union            |
| Vanuatu            | Vanuatu Rugby Football Union |

### Südamerika
Elf Mitglieder von Sudamérica Rugby3 (CONSUR) gehören World Rugby an, davon neun als Vollmitglieder und zwei als assoziierte Mitglieder:
| Land        | Verband                                 |
| ----------- | --------------------------------------- |
| Argentinien | Unión Argentina de Rugby                |
| Brasilien   | Confederação Brasileira de Rugby        |
| Chile       | Federación Deportiva Nacional de Rugby  |
| Costa Rica  | Federación de Rugby de Costa Rica       |
| Kolumbien   | Federación Colombiana de Rugby          |
| Guatemala   | Asociación Deportiva Nacional de Rugby1 |
| Panama      | Panama Rugby Union1                     |
| Paraguay    | Unión de Rugby del Paraguay             |
| Peru        | Federación Peruana de Rugby             |
| Uruguay     | Unión de Rugby del Uruguay              |
| Venezuela   | Federación Venezolana de Rugby          |

1 assoziierte Mitglieder 
3 Sudamérica Rugby bildet als Teil der Pan American Rugby Association zusammen mit Rugby Americas North einen gemeinsamen ganzamerikanischen Dachverband.